# 山県市立桜尾小学校
山県市立桜尾小学校（やまがたしりつ さくらおしょうがっこう）は、岐阜県山県市にある公立小学校。

## 沿革
- 1873年（明治6年） - 開龍舎[注釈 1]が開校。伊佐美村、椎倉村、赤尾村、大桑村の児童が通学。仮校舎は民家を使用。
- 1874年（明治7年） - 大桑村が単独で涵養義校[注釈 2]を開校し離脱[注釈 3]。開龍舎は天倫舎に改称し、伊佐美村、椎倉村、赤尾村の児童が通学する。
- 1876年（明治9年） - 天倫学校に改称する。
- 1877年（明治10年） - 桜嶺学校[注釈 4]に改称する。木造校舎を新築。
- 1886年（明治19年） - 伊佐美簡易科小学校に改称する。西深瀬村、東深瀬村の児童が転入する。
- 1891年（明治24年） - 濃尾地震で校舎倒壊（翌年再建）。
- 1893年（明治27年） - 桜尾尋常小学校に改称する。西深瀬村、東深瀬村の児童が深瀬尋常小学校[注釈 5]へ転出する。
- 1897年（明治30年）4月1日 - 伊佐美村、椎倉村、赤尾村が合併し、桜尾村が発足。
- 1901年（明治34年） - 桜尾尋常高等小学校に改称する。
- 1905年（明治38年） - 農業補習学校を併設する。
- 1926年（大正15年） - 木造校舎を新築。
- 1941年（昭和16年） - 桜尾国民学校に改称する。
- 1947年（昭和22年） - 桜尾村立桜尾小学校に改称する。
- 1955年（昭和30年）4月1日 - 高富町、富岡村、梅原村、桜尾村、大桑村が合併し、改めて高富町が発足。同時に高富町立桜尾小学校に改称する。
- 1962年（昭和37年） - 木造校舎を新築。
- 1982年（昭和57年） - 新校舎（鉄筋コンクリート造）が完成。
- 1986年（昭和61年） - プールが完成。
- 1988年（昭和63年） - 屋内運動場が完成。
- 2003年（平成15年） - 高富町、伊自良村、美山町が合併し、山県市が発足。同時に山県市立桜尾小学校に改称する。

## 通学区域[1]
- 伊佐美
- 椎倉
- 赤尾

## 進学先中学校
- 高富中学校